# Německá šlechta

Velký znak Svaté říše římské. Znak zahrnuje historické země území, které byly součástí říše, včetně Zemí Koruny české, Uher ad.

Německá šlechta (německy deutscher Adel) společně s panovnickými rody byla skupina středověké a novověké stavovské společnosti v německy hovořících zemích ve střední Evropě. Ta podle zákonů a zvyklostí v této oblasti do začátku 20. století užívala určitých privilegií a výsad.

## Historie

Územní rozsah Svaté říše římské a Sicilské království za vlády štaufské dynastie. Čísařská a bezprostředně říšská území jsou vyznačena jasně žlutou barvou.

Historicky mezi tyto oblasti patřily Svatá říše římská (962–1806), Německý spolek (1814–1866) a Německé císařství (1871–1918). a částečně též některé habsburské země, které však měly vlastní systém.
Na počátku existence Weimarské republiky (1919–1933) byla v srpnu 1919 zavedena první německá ústava, která oficiálně zrušila královské a šlechtické tituly a příslušné výsady a imunitu vztahující se k nim.
Současná Spolková republika Německo šlechtu a její tituly uznává. Dědičné tituly jsou povoleny jako součást příjmení (např. aristokratické předložky von a zu) a tato příjmení a tituly mohou dědit potomci. Nové tituly však republika udělovat nemůže a potomci německých šlechtických rodů nemají nárok na jakékoli výsady spojené se šlechtickými tituly.

## Rakouské země
Šlechtický systém v rakouských zemích se po staletí vyvíjel společně s říšským a vykazoval podobné znaky. Po oddělení Rakouska od Svaté říše, tj. v Rakouském císařství a později Rakousku-Uhersku, včetně českých zemí, se vývoj odloučil na vlastní rakouskou šlechtu, do níž lze částečně zahrnout také šlechtu českou, uherskou, chorvatskou ad.
Oba systémy pak skončily v roce 1919, kdy byly přijaty zákony zrušující šlechtu jako společenskou třídu a někde byl zrušen také právní status a privilegia.
V dubnu 1919 za první Rakouské republiky (1919-1934) byla šlechta v Rakousku zrušena zákonem a na rozdíl od Německa bylo používání a titulů a šlechtických predikátů v rámci příjmení zakázáno.

## Tituly a hodnosti

### Panovnické tituly
Tituly panovníků v rámci jednotlivých územních celků byla celá řada. Počínaje nejvyšším titulem císařem Svaté říše, přes krále, kurfiřty, velkovévody, arcivévody, vévody, lankrabata, markrabata, falckrabata, knížata a říšská hrabata nesli vládci, kteří patřili k německé Hochadelě. Ostatní počty, stejně jako baroni (Freiherren), páni (Herren), rytíři (Ritter) nesli šlechtické rodiny, které nevládly. Drtivá většina německé šlechty však nezdědila žádné tituly a byly obvykle rozlišitelné pouze podle šlechtické částice von v jejich příjmeních.
| Označení (česky)             | Označení (německy)                                 | Území (česky)        | Území (německy)        |
| ---------------------------- | -------------------------------------------------- | -------------------- | ---------------------- |
| císař / císařovna            | Kaiser / Kaiserin                                  | císařství / říše     | Kaiserreich, Kaisertum |
| král / královna              | König (-in)                                        | království           | Königreich             |
| kurfiřt / kurfiřtka          | Kurfürst (-in)                                     | kurfiřtství          | Kurfürstentum          |
| arcivévoda / arcivévodkyně   | Erzherzog (-in)                                    | arcivévodství        | Erzherzogtum           |
| velkovévoda / velkovévodkyně | Großherzog (-in)                                   | velkovévodství       | Großherzogtum          |
| velkokníže / velkokněžna     | Großfürst (-in)                                    | velkoknížectví       | Großfürstentum         |
| vévoda / vévodkyně           | Herzog (-in)                                       | vévodství            | Herzogtum              |
| falckrabě / falckraběnka     | Pfalzgraf / Pfalzgräfin                            | falc (palatinát)     | Pfalzgrafschaft        |
| markrabě / markraběnka       | Markgraf / Markgräfin                              | markrabství, marka   | Markgrafschaft         |
| lankrabě / lankraběnka       | Landgraf / Landgräfin                              | lankrabství          | Landgrafschaft         |
| říšský kníže / kněžna        | Reichsfürst (-in) 1                                | knížectví            | Fürstentum             |
| říšský hrabě                 | Reichsgraf 1 / Reichsgräfin                        | hrabství             | Grafschaft             |
| purkrabí / purkrabí          | Burggraf / Burggräfin                              | purkrabství          | Burggrafschaft         |
| říšský baron / baronka       | Reichsfreiherr 1 / Reichsfreifrau / Reichsfreiin 2 | (allodiální) baronie | Freiherrschaft         |
| pán                          | Herr                                               | Lordstvo             | Herrschaft             |

^1 Předpona Reichs- označuje titul udělený císařem Svaté říše; tyto tituly dávaly vyšší priorita než u týchž titulů bez této předpony.
^2 Freiin označuje baronku rodem.

### Tituly nevládnoucích rodů
| Označení (česky)                                   | Označení (německy)                             |
| -------------------------------------------------- | ---------------------------------------------- |
| korunní princ / princezna                          | Kronprinz (essin)                              |
| kurfiřt princ                                      | Kurprinz (essin)                               |
| arcivévoda / arcivévodkyně                         | Erzherzog (-in)                                |
| velkovévoda / velkovévodkyně                       | Großherzog (-in)                               |
| velkokníže/kněžna                                  | Großfürst (-in)                                |
| vévoda / vévodkyně                                 | Herzog (-in)                                   |
| princ / princezna                                  | Prinz (essin)                                  |
| kníže / kněžna                                     | Fürst (-in)                                    |
| markrabě / markraběnka                             | Markgraf / Markgräfin                          |
| lankrabě / lankraběnka                             | Landgraf / Landgräfin                          |
| falckrabě / falckraběnka                           | Pfalzgraf / Pfalzgräfin                        |
| purkrabí / purkraběnka                             | Burggraf / Burggräfin                          |
| starohrabě / starohraběnka                         | Altgraf / Altgräfin                            |
| říšský hrabě / říšská hraběnka                     | Reichsgraf / Reichsgräfin                      |
| říšský baron / baronka, říšský svobodný pán / paní | Reichsfreiherr / Reichsfreifrau / Reichsfreiin |
| hrabě / hraběnka                                   | Graf / Gräfin                                  |
| svobodný pán / svobodná paní                       | Freiherr / Freifrau / Freiin                   |
| pán / paní                                         | Herr / Edler Herr                              |
| rytíř                                              | Ritter                                         |
| šlechtic / šlechtična                              | Edler / Edle                                   |
| mladý pán (pro nepojmenované šlechtice)            | Junker                                         |

- Feudalismus
- Německá mediatizace
- Velkoměšťan (německy Großbürger)
- Svatá říše římská
- Říšský rytíř
- Junker
- Ministerialita
- Měšťanstvo